# Faragó László (jogász)
Faragó László (Budapest, Terézváros, 1896. szeptember 12. – Budapest, Józsefváros, 1967. március 25.) ügyvéd, újságíró, lapszerkesztő.

## Élete
Faragó (Frankfurter) Ármin (1863–1943) magánhivatalnok és Frankfurter Laura (1865–1921) gyermekeként született zsidó családban. Tanulmányait a Budapesti Tudományegyetemen végezte, ahol jogi doktorátust szerzett; 1934-ben bírói és ügyvédi vizsgát tett. A Tanácsköztársaság idején (1919) a Vörös Hadsereg tisztjeként részt vett az észak-magyarországi hadjáratban. 1920 körül belépett a Magyarországi Szociáldemokrata Pártba és a szakszervezetbe. 1922-ben beválasztották a párt választmányába. Öt évvel később megválasztották a Magántisztviselők Országos Szövetségének alelnökévé. 1929-től a Népszava belső munkatársaként dolgozott, majd a Szocializmus című folyóirat szerkesztője lett. Újságírói munkássága mellett magánhivatalnokként is működött. Az MSZDP fővárosi törvényhatósági frakciójának megbízásából a Fővárosi Gázművek jogi osztályának munkatársa volt és részt vett a szociáldemokrata agrárprogram kidolgozásában.
A második világháború után a Pénzintézeti Központ vezérigazgatójává választották. Részt vett a hároméves terv előkészítésében. Tagja volt az 1946 nyarán Párizsba küldött békedelegációnak mint gazdasági fődelegátus. 1945. június 24-én a Dunántúlon beválasztották az Ideiglenes Nemzetgyűlésbe, majd ugyanezen év novemberében a nemzetgyűlési választásokon a Nagy-Budapest listán ismét mandátumhoz jutott. 1947-ben ő képviselte Magyarországot a Nemzetközi Kereskedelmi Kamara kongresszusán.
1947. augusztus 31-én az MSZDP országos listáról újraválasztották, a pénzügyi bizottság elnöke lett. Mivel nem értett egyet a két munkáspárt egyesítésével, 1948. február 18-án kizárták pártjából, és április 26-án mandátumától is megfosztották, majd állásaiból elbocsátották és tisztségeiből leváltották. 1948-tól a Belkereskedelmi Minisztériumban dolgozott mint a döntőbizottság vezetője. 1950. július 18-án az Államvédelmi Hatóság előállította és kiutasította Budapestről. 1953 szeptemberéig kijelölt kényszerlakhelyén, Nádudvaron élt. 1953-ban Budakeszire költözött családjával. 1956 nyarától a Magyar Kereskedelmi Kamara jogügyi osztályát vezette. 1956 augusztusától 1959-ig a kamarai választott bíróság titkára volt. 1957-ben visszaköltözhetett a fővárosba. Halálának évében kinevezték az ELTE Állam- és Jogtudományi Karának címzetes egyetemi docensévé.
Felesége Fuchs Terézia (1894–1988) volt, akit 1921. augusztus 22-én Budapesten, az Erzsébetvárosban vett nőül.
A Kozma utcai izraelita temetőben nyugszik.

## Művei
- A magyar alkalmazotti szociálpolitika (Budapest, 1924)
- Írástudók árulása - írástudók helytállása (Budapest, 1946)
- Egy árva tollal (Budapest, 1947)
- Nemzetközi választott bíráskodás (Budapest, 1966)
- A demokrácia kilátásai, szerk. Jemnitz János, Székely Gábor, Budapest: Magyar Lajos Alapítvány, 1998, ISBN 963 035190 0